# Bébé protège sa sœur
Bébé protège sa sœur és una pel·lícula muda francesa escrita i dirigida per Louis Feuillade i estrenada el 13 d’octubre de 1911.
Aquesta pel·lícula forma part de la sèrie Bébé.

## Repartiment
- René Dary : Bébé (com Clément Mary)
- Renée Carl : Madame Labèbe, la mama
- René Navarre : Julot el seductor